# 4980 Magomaev
4980 Magomaev (1974 SP1) là một tiểu hành tinh nằm phía ngoài của vành đai chính được phát hiện ngày 19 tháng 9 năm 1974 bởi L. I. Chernykh ở Nauchnyj.
Its đặt tên theo legendary Azerbaijani singer Muslim Magomayev.